# 志村りお
志村 りお（しむら りお、1985年8月24日 - ）は、日本の女優。オフィス・ルード所属。愛称は、リオドン。趣味 音楽・写真。特技 器械体操・服飾。元アリスプロジェクト所属（志村梨緒として活動）。現在の所属事務所はオフィス・ルード。

## 出演

### 映画
- 携帯彼女+(プラス) （2012年、NBCユニバーサル・エンターテイメントジャパン）- アイドル 役[4][5]
- 仁義スロッター冴子（2013年） - 上野瑞穂 役[4]
- TWO FACE 極秘潜入捜査官（2014年、ラインコミュニケーションズ） - 大場亜紀 役[4][6]
- 浄霊探偵（2015年） - ホステス 役[4]

### テレビドラマ
- 森村誠一の死海の伏流 棟居刑事シリーズ （2012年11月24日、テレビ朝日） - キャスター 役[7]
- 深夜の用心棒 #9 （2013年6月4日、千葉テレビ） - 美紀 役[4][8]
- クロコーチ #1（2013年10月11日、TBSテレビ） - ホステス 役[4]
- Doctor-X 外科医・大門未知子（第2期） #5･9 （2013年11月14日・12月19日、テレビ朝日） - 受付嬢 役[4][9]
- 天国の恋 #33 （2013年12月11日、東海テレビ） - 看護師 役[4][10]
- 医師たちの恋愛事情 #1（2015年4月9日、フジテレビ） - 看護師 役[4]
- 無痛～診える眼 #1（2015年10月7日、フジテレビ） - 刺される妊婦 役[4]
- 総合診療医ドクターG（2016年、NHK） - 大島由紀 役[4]
- ゆとりですがなにか #10（2016年6月19日、日本テレビ） - 巫女 役[4]

### バラエティー
- ニンゲン観察バラエティ モニタリング（2014年 - 、TBSテレビ） - タクシーの幽霊 役[4][11]
- 山里と100人の美女〜Xmasの女子会!大告白SP（2015年12月25日、TBSテレビ）[4]
- 人気芸能人仰天ハプニング100連発（2016年、フジテレビ） - 貞子 役[4]
- 魂のドッキリ映像ＳＰ　ＥＸＩＬＥ史上最悪の１日（2018年）- 幽霊 役

### 舞台
- スターズシアター「星降る夜に」（2012年）[4]
- オペラ「マクベス」（2013年）[4]
- 「Garden」疾駆猿×演劇ユニット ルソルナ×My little Shine（2016年8月18日 - 21日、中野MOMO） - 魔女・ソーニャ 役[4][12]
- 「青春の延長戦」冗談だからね。（2017年3月22日 - 26日、花まる学習会王子小劇場） - 志田いお 役[13]

### CM
- 香川証券 テレビCM （気づき / ゴリラ篇）

### 雑誌
- DVD&ブルーレイステーション Vol.48・49（2013年）[4]
- フリーペーパー「ふりぺっこ」3月号（2016年）[4]

### その他
- 2011 - 2013年 アイドルユニットとして、主に音楽・ライブ・Web番組などで活動[4][3]
- 2013年 「ZAK THE QUEEN」2013年ファーストステージ[14]
- 2015年 DVD「本当にあった 投稿闇映像 DEEP3」（MAGICAL）[15]